# Koningin Elisabethwedstrijd
De Koningin Elisabethwedstrijd is een internationale muziekwedstrijd in België, opgericht in 1937 door Koningin Elisabeth van België. Eerst heette de wedstrijd Eugène Ysaÿewedstrijd, als eerbetoon aan de in 1931 overleden Belgische violist en componist Eugène Ysaÿe. In 1951 werd de wedstrijd vernoemd naar haar oprichtster, Koningin Elisabeth (1876-1965). Zij was geboren als Elisabeth in Beieren, en werd als echtgenote van koning Albert I van België de derde koningin der Belgen.
David Oistrach, Leonid Kogan, Philipp Hirschhorn, Jaime Laredo, Gidon Kremer, Yuzuko Horigome, Vadim Repin, Nikolaj Znaider, Baiba Skride en Sergej Chatsjatrjan waren violisten die in het verleden finaleplaatsen veroverden.

## Organisatie
De wedstrijd vindt plaats in Brussel en staat open voor jonge musici. Er is afwisselend een wedstrijd voor pianisten, violisten en zangers, die om de drie jaar wordt gehouden. De wedstrijd vindt plaats in de maand mei. In mei 2017 werd voor het eerst een wedstrijd voor cellisten georganiseerd. Er was tot 2014 ook een wedstrijd voor componisten, die om de twee jaar werd georganiseerd, net zoals de wedstrijd voor piano of viool. Het winnende werk fungeerde dan als verplicht finalewerk voor de pianisten of violisten. Sedert 2015 is er geen compositie-wedstrijd meer, maar wordt het verplichte finalewerk voor piano, cello of viool in opdracht geschreven door een Belgische componist.
Deze wedstrijd geldt als een van de meer veeleisende muziekwedstrijden ter wereld. Men noemt hem ook de olympiade van de muziek. Men besteedt ook veel tijd en energie aan de nazorg. De wedstrijd bestaat uit een preselectie op basis van een dvd en vanaf 2017 op basis van een op de website geüploade video (hiervoor dient bij inschrijving een account te worden aangemaakt op de site van het concours), een eerste ronde, een halve finale met 24 deelnemers en tot slot een finale met twaalf deelnemers. Vroeger werd alle finalisten de titel "laureaat" toegekend, maar vanaf de pianowedstrijd van 1995 zijn enkel de zes hoogst gerangschikte finalisten laureaat, en worden de anderen ex aequo gerangschikt met de titel "finalist". Na de halve finales worden de finalisten van de piano-, cello- en vioolwedstrijd gedurende een week afgezonderd in de Muziekkapel Koningin Elisabeth te Waterloo, waar ze geen bezoek mogen ontvangen en geen contact met de buitenwereld mogen hebben. Tijdens deze afzondering dienen zij het speciaal voor deze wedstrijd gecomponeerde verplichte werk in te studeren, waarbij ze ook een aantal keren repeteren met het orkest. De partituur voor dit verplichte werk krijgen ze bij aankomst in de muziekkapel uitgereikt. Hierbij wordt ook gecontroleerd of ze geen communicatieapparatuur bij zich hebben. Deze afzondering geldt niet bij de zangwedstrijd(bij deze wedstrijd is er geen verplicht finalewerk). Hierbij krijgen de finalisten voorafgaand aan de finale, die slechts drie dagen duurt alleen verplichte repetities met het orkest. De vrij jonge deelnemers dienen daarenboven al over een uitgebreid repertoire te kunnen beschikken. De Koningin Elisabethwedstrijd is zodoende een van de langstdurende muziekwedstrijden. De deelnemers dienen dan ook over een groot mentaal en fysiek uithoudingsvermogen te beschikken.
De finaleconcerten vinden plaats in de grote concertzaal van het Paleis voor Schone Kunsten te Brussel en worden  rechtstreeks uitgezonden door radio, televisie en internet. Later brengt men de finale uit op cd. De voorronden vonden tot en met 2011 plaats in het Koninklijk Conservatorium van Brussel, vanaf 2012 vinden deze plaats in het Flageygebouw. De deelnemers worden beoordeeld door een internationale jury van gerenommeerde musici.
Koningin Fabiola was gedurende bijna vijftig jaar beschermvrouwe van de wedstrijd tot in 2013. Vanaf de editie 2014 voor zang nam koningin Mathilde deze rol over. Jaarlijks wordt dan ook de koningin Mathilde-prijs (voorheen de koningin Fabiola-prijs) uitgereikt voor de eerste laureaat. De wedstrijd en de laureaten genieten veel belangstelling van het Belgische hof. De juryleden worden elk jaar ontvangen op het Koninklijk Paleis voor een diner. Koningin Elisabeth onderhield persoonlijke contacten met de jury en de laureaten. De juryvoorzitters van het concours waren achtereenvolgens: Victor Buffin de Chosal (1937-1938), Marcel Cuvelier (1951-1959), Léon Jongen (1960-1962), Marcel Poot (1963-1980), Eugène Traey (1981-1995), Arie Van Lysebeth (1996-2018) en Gilles Ledure (vanaf 2019 tot op heden).

## Geschiedenis
De Koningin Elisabethwedstrijd is de opvolger van de internationale muziekwedstrijd die in 1937 voor het eerst plaatsvond en vernoemd was naar Eugène Ysaÿe. De in 1931 overleden Ysaÿe was kapelmeester aan het hof van België. De eerste wedstrijd, de wedstrijd voor viool, had meteen grote internationale weerklank. Daarvoor zorgde onder meer de Sovjet-Russische violist David Oistrach, de eerste winnaar in 1937. Dit via vele muzikale optredens na Tweede Wereldoorlog op concertpodia over de gehele wereld.
In 1938 werd de wedstrijd georganiseerd voor pianisten; winnaar was de Russische pianist Emil Gilels. In 1939 werd er een wedstrijd voor dirigenten voorbereid, maar deze ging niet door vanwege het uitbreken van de Tweede Wereldoorlog.
Na de Tweede Wereldoorlog, in 1950, werd de vereniging zonder winstoogmerk (vzw) "Internationale Muziekwedstrijd Koningin Elisabeth van België" opgericht, en de naam van de wedstrijd veranderde vanaf 1951 in Koningin Elisabethwedstrijd. De wedstrijd is (naast de Muziekkapel Koningin Elisabeth en Antwerp Symphony Orchestra, residentie-orkest van de Koningin Elisabethzaal) een van de drie Elisabeth-instellingen in België.
Eerst werd er achtereenvolgens een wedstrijd gehouden voor viool, voor piano en voor compositie, gevolgd door een jaar zonder wedstrijd. In 1975 werd de volgorde veranderd, om de volgende vioolwedstrijd te laten samenvallen met de honderdste verjaardag van de geboorte van Koningin Elisabeth, die zelf amateurvioliste was en eens lessen genoot bij Eugène Ysaÿe, met wie zij ook bevriend was.
De afzonderlijke wedstrijd voor componisten was niet erg succesvol; na de eerste wedstrijd, gewonnen door Michael Spisak, werd er herhaaldelijk aan de formule gesleuteld. Sedert 1991 was er een compositiewedstrijd voor een piano- of vioolconcert; de winnende inzending vormde een verplicht onderdeel van het finaleprogramma voor de finalisten, die dit werk pas in de week voorafgaand aan de finale mochten instuderen in de kapel. De compositiewedstrijd werd alzo een wedstrijd binnen een wedstrijd afwisselend per jaar voor viool en piano. Aan de componistenwedstrijd was in de laatste edities een prijs van € 10.000 verbonden met de steun van Sabam. Daarbij voerde men tijdens de finaleweek het werk 12 keer uit voor het publiek en de jury. In 2014 werd de compositiewedstrijd definitief afgeschaft.
De wedstrijd voor zang werd — op initiatief van Gerard Mortier — voor het eerst op het programma gezet in 1988. Zodoende kwamen de wedstrijden voor viool en piano wat verder uit elkaar te liggen om alzo het niveau hoog te houden.
Om dezelfde reden wordt in 2017 de wedstrijd voorbehouden voor cello. Dat koningin Elisabeth een goede relatie onderhield met de bekende cellist Pablo Casals is een bijkomend argument, evenals het feit dat er geen grote wedstrijd voor cello bestaat, na het einde van het Casals-Rostropovitsj-concours. Van dan af komen de vier versies in een beurtrol: piano, zang, viool, cello.
In 2020 was er geen Koningin Elisabethwedstrijd door een uitbraak van het coronavirus. De wedstrijd van dat jaar, waarin de piano centraal stond, vond daarom plaats in 2021. Deze wedstrijd werd dat jaar, eveneens vanwege de coronacrisis, zonder publiek gehouden. In plaats daarvan werd de gehele wedstrijd live gestreamd via de website van het concours, zodat mensen deze thuis konden volgen. Bovendien waren er dat jaar in de halve finale slechts 12 kandidaten en in de finale slechts 6 kandidaten in plaats van de gebruikelijke 24 en 12 kandidaten, zodat tijdens de tijdelijke afzondering in de muziekkapel voldoende afstand kon worden gehouden.
De Koningin Elisabethwedstrijd is lid van de Fédération mondiale des concours internationaux de musique (FMCIM).
In 2003 zorgde de pianist Lim Dong-hyek voor ophef door de derde prijs te weigeren.
In 2025 won voor het eerst een Nederlander de Koningin Elisabethwedstrijd, pianist Nikola Meeuwsen.

## Het concours in de media
Vanaf de aanvang kon het concours op grote belangstelling rekenen van melomanen. Het werd al vlug rechtstreeks uitgezonden door de BRT en RTBF. Vanaf 1978 volgde de televisie-uitzending van de gehele finaleweek voorzien van commentaar door Fred Brouwers en zijn studiogasten, die het publieke Vlaamse gezicht werd van dit concours (tot en met 2008). Vanaf 2009 becommentarieert hij de wedstrijd voor Klara. Vanaf 2009 zijn de uitzendingen te volgen via het internet en kan men reacties kwijt via blogs, Facebook en Twitter. Vanaf 2008 becommentariëren Katelijne Boon, Evita Nossent en Thomas Vanderveken de wedstrijd voor Canvas. In 2015 verving Vincent Verelst Thomas Vanderveken. Op Klara werd de wedstrijd tot haar pensioen in 2021 gepresenteerd door Lut Van der Eycken gepresenteerd. Sindsdien nam Clara De Decker over.

## Winnaars
| Jaar | Viool               | Piano                   | Zang                 | Cello                    | Compositie                         |
| ---- | ------------------- | ----------------------- | -------------------- | ------------------------ | ---------------------------------- |
| 1937 | David Oistrach      |                         |                      |                          |                                    |
| 1938 |                     | Emil Gilels             |                      |                          |                                    |
| 1951 | Leonid Kogan        |                         |                      |                          |                                    |
| 1952 |                     | Leon Fleisher           |                      |                          |                                    |
| 1953 |                     |                         |                      |                          | Michael Spisak                     |
| 1955 | Berl Senofsky       |                         |                      |                          |                                    |
| 1956 |                     | Vladimir Asjkenazi      |                      |                          |                                    |
| 1957 |                     |                         |                      |                          | Orazio Fiume Michael Spisak        |
| 1959 | Jaime Laredo        |                         |                      |                          |                                    |
| 1960 |                     | Malcolm Frager          |                      |                          |                                    |
| 1961 |                     |                         |                      |                          | Albert Delvaux Giorgio Cambissa    |
| 1963 | Alexei Micklin      |                         |                      |                          |                                    |
| 1964 |                     | Eugene Moguilevsky      |                      |                          |                                    |
| 1965 |                     |                         |                      |                          | Rudolf Brucci Wilhelm Georg Berger |
| 1967 | Philipp Hirshhorn   |                         |                      |                          |                                    |
| 1968 |                     | Jekaterina Novitskaja   |                      |                          |                                    |
| 1969 |                     |                         |                      |                          | Nicolae Beloiu Ray E. Luke         |
| 1971 | Miriam Fried        |                         |                      |                          |                                    |
| 1972 |                     | Valery Afanassiev       |                      |                          |                                    |
| 1975 |                     | Mikhaïl Faerman         |                      |                          |                                    |
| 1976 | Michail Bezverchni  |                         |                      |                          |                                    |
| 1977 |                     |                         |                      |                          | Hiroyuki Fujikake Akira Nishimura  |
| 1978 |                     | Abdel Rachman El Bacha  |                      |                          |                                    |
| 1980 | Yuzuko Horigome     |                         |                      |                          |                                    |
| 1982 |                     |                         |                      |                          | John Weeks                         |
| 1983 |                     | Pierre-Alain Volondat   |                      |                          |                                    |
| 1985 | Nai Yuan Hu         |                         |                      |                          |                                    |
| 1987 |                     | Andrei Nikolsky         |                      |                          |                                    |
| 1988 |                     |                         | Aga Winska           |                          |                                    |
| 1989 | Vadim Repin         |                         |                      |                          |                                    |
| 1991 |                     | Frank Braley            |                      |                          | Patrice Challulau                  |
| 1992 |                     |                         | Thierry Félix        |                          |                                    |
| 1993 | Yayoi Toda          |                         |                      |                          | Piet Swerts Paul-Baudouin Michel   |
| 1995 |                     | Markus Groh             |                      |                          | John Weeks Dirk De Nef             |
| 1996 |                     |                         | Stephen Salters      |                          |                                    |
| 1997 | Nikolaj Znaider     |                         |                      |                          | Hendrik Hofmeyr Peter Swinnen      |
| 1999 |                     | Vitaly Samoshko         |                      |                          | Uljas Pulkkis Boudewijn Cox        |
| 2000 |                     |                         | Marie-Nicole Lemieux |                          |                                    |
| 2001 | Baiba Skride        |                         |                      |                          | Søren Nils Eichberg Peter Swinnen  |
| 2002 |                     |                         |                      |                          | Ian Munro                          |
| 2003 |                     | Severin von Eckardstein |                      |                          | Jeroen D'hoe                       |
| 2004 |                     |                         | Iwona Sobotka        |                          | Javier Torres Maldonado            |
| 2005 | Sergej Chatsjatrjan |                         |                      |                          | Hans Sluijs                        |
| 2006 |                     |                         |                      |                          | Miguel Gálvez-Taroncher            |
| 2007 |                     | Anna Vinnitskaja        |                      |                          |                                    |
| 2008 |                     |                         | Szabolcs Brickner    |                          | Cho Eun-hwa                        |
| 2009 | Ray Chen            |                         |                      |                          | Jeon Min-je                        |
| 2010 |                     | Denis Kozjoechin        |                      |                          |                                    |
| 2011 |                     |                         | Hong Hae-ran         |                          | Kenji Sakai                        |
| 2012 | Andrej Baranov      |                         |                      |                          | Michel Petrossian                  |
| 2013 |                     | Boris Giltburg          |                      |                          |                                    |
| 2014 |                     |                         | Hwang Su-mi          |                          |                                    |
| 2015 | Lim Ji-young        |                         |                      |                          |                                    |
| 2016 |                     | Lukáš Vondráček         |                      |                          |                                    |
| 2017 |                     |                         |                      | Victor Julien-Laferrière |                                    |
| 2018 |                     |                         | Samuel Hasselhorn    |                          |                                    |
| 2019 | Stella Chen         |                         |                      |                          |                                    |
| 2021 |                     | Jonathan Fournel        |                      |                          |                                    |
| 2022 |                     |                         |                      | Hayoung Choi             |                                    |
| 2023 |                     |                         | Taehan Kim           |                          |                                    |
| 2024 | Dmitro Udovitsjenko |                         |                      |                          |                                    |
| 2025 |                     | Nikola Meeuwsen         |                      |                          |                                    |

## Overwinningen per land
| Aantal | Land                |
| ------ | ------------------- |
| 13     | Sovjet-Unie         |
| 9      | België              |
| 7      | Frankrijk           |
| 6      | Verenigde Staten    |
| 6      | Zuid-Korea          |
| 5      | Japan               |
| 4      | Polen               |
| 3      | Duitsland           |
| 3      | Rusland             |
| 2      | Australië           |
| 2      | Denemarken          |
| 2      | Israël              |
| 2      | Italië              |
| 2      | Oekraïne            |
| 2      | Roemenië            |
| 2      | Verenigd Koninkrijk |
| 1      | Armenië             |
| 1      | Bolivia             |
| 1      | Canada              |
| 1      | Finland             |
| 1      | Hongarije           |
| 1      | Joegoslavië         |
| 1      | Letland             |
| 1      | Libanon             |
| 1      | Mexico              |
| 1      | Nederland           |
| 1      | Spanje              |
| 1      | Taiwan              |
| 1      | Tsjechië            |
| 1      | Zuid-Afrika         |

## Bekende deelnemers
Zoals voor alle klassiekemuziekwedstrijden, geldt ook voor de Koningin Elisabethwedstrijd dat winnen geen garantie is voor een grote muzikale carrière, en omgekeerd, dat men geen grote wedstrijden moet gewonnen hebben om een internationale carrière uit te bouwen. Het onderstaande lijstje bevat een greep uit de deelnemers-finalisten met een mooie carrière; er zitten eerste prijzen bij, maar evengoed minder goed geklasseerde finalisten:
- David Oistrakh (1ste prijs viool, Eugène Ysaÿewedstrijd 1937)
- Emil Gilels (1ste prijs piano, Eugène Ysaÿewedstrijd 1938)
- Arturo Benedetti Michelangeli (7de prijs piano, Eugène Ysaÿewedstrijd 1938)
- Leonid Kogan (1ste prijs viool, 1951)
- Theo Olof (4de prijs viool, 1951)
- Leon Fleisher (1ste prijs piano, 1952)
- Philippe Entremont (10de prijs piano, 1952)
- Vladimir Asjkenazi (1ste prijs piano, 1956)
- Lazar Berman (5de prijs piano, 1956)
- Gidon Kremer (3de prijs viool, 1967)
- Jean-Jacques Kantorow (6de prijs viool,  1967)
- Jekaterina Novitskaja (1ste prijs piano, 1968)
- François-René Duchable (11de prijs piano, 1968)
- Mitsuko Uchida (10e prijs piano, 1968)
- Rudolf Werthen (7de prijs viool, 1971)
- Zakhar Bron (12de prijs viool, 1971)
- Emanuel Ax (7de prijs piano, 1972)
- Cyprien Katsaris (9de prijs piano, 1972)
- Robert Groslot (6de prijs piano, 1978)
- Eliane Rodrigues (5de prijs piano, 1983)
- Rian de Waal (7de prijs piano, 1983)
- Vadim Repin (1ste prijs viool, 1989)
- Jan Michiels (12de prijs piano, 1991)
- Hannes Minnaar (3e prijs piano, 2010)